# Giro del Piemonte 1962
Il Giro del Piemonte 1962, cinquantatreesima edizione della corsa, si svolse il 25 aprile 1962 su un percorso di 248 km. La vittoria fu appannaggio dell'italiano Vito Taccone, che completò il percorso in 7h02'48", precedendo i connazionali Franco Cribiori e Graziano Battistini.
Sul traguardo di Torino 39 ciclisti, su 108 partiti dalla medesima località, portarono a termine la competizione. 

## Ordine d'arrivo (Top 10)
| Pos. | Corridore           | Squadra              | Tempo    |
| ---- | ------------------- | -------------------- | -------- |
| 1    | Vito Taccone        | Atala                | 7h02'48" |
| 2    | Franco Cribiori     | San Pellegrino Sport | s.t.     |
| 3    | Graziano Battistini | Legnano              | s.t.     |
| 4    | Alfredo Sabbadin    | Gazzola-Fiorelli     | s.t.     |
| 5    | Giuseppe Fallarini  | Molteni              | s.t.     |
| 6    | Angelo Conterno     | Carpano              | s.t.     |
| 7    | Imerio Massignan    | Legnano              | s.t.     |
| 8    | Marino Fontana      | San Pellegrino Sport | a 32"    |
| 9    | Livio Trapè         | Ghigi                | s.t.     |
| 10   | Nino Defilippis     | Carpano              | a 1'16"  |